# Bazer Sakhra
Bazer Sakhra est une commune de la wilaya de Sétif en Algérie.

## Culture
Bazer Sakhra fut le théâtre de la légendaire histoire d'amour de Hiziya et Saïyed, sujet de l'un des plus grands textes poétiques de la littérature populaire algérienne. Une stèle est érigée dans le village pour le souvenir et un festival national Hiziya des patrimoines et arts populaires y est organisé.[réf. nécessaire]